# Ружица Ђорђевић
Ружица Ђорђевић(рођена 1962. године, Врање) је српска правница и бивша јавна функционерка. Била је саветница за заштиту права пацијената града Ниша од краја 2014. године до јуна 2016. године, када је изабрана за секретара Скупштине града Ниша.

## Биографија и образовање
Рођена је марта 1962. године у Врању. Завршила је гимназију „Бора Станковић” у Нишу, а дипломирала је на Правном факултету са положеним правосудним испитом. Професионални рад је започела је у Окружном јавном тужилаштву у Нишу (1994–1996). 

## Каријера у градској управи
- Након рада у тужилаштву, обављала је функције правног заступника у привреди, затим секретара и директора у друштвеним предузећима.
- Од 2005. била је начелница Управе за дечију, социјалну и примарну здравствену заштиту града Ниша, затим шеф Одсека за примарну здравствену заштиту (2008) и помоћница начелника за здравствену заштиту (2014).
- Крајем 2014. именована је за саветницу за заштиту права пацијената Града Ниша[3]

### Политички рад
У јуну 2016. изабрана је за секретара Скупштине Града Ниша, чиме је престала да обавља претходну функцију саветнице за заштиту права пацијената. 

### Политичке афилијације
Током каријере мењала је политичке опције: била је члан Покрета снага Србије (Богољуб Карић), Г17 плус, ДСС, а тренутно је члан СНС-а. 